# Kleine honingklaver
De kleine honingklaver (Melilotus indicus, synoniem: Melilotus parviflora) is een eenjarige plant uit de vlinderbloemenfamilie (Leguminosae). De soort komt van nature voor in Zuidwest-Azië, Noord-Afrika en Zuid-Europa en is van daaruit over de hele wereld verspreid. In Nederland is de soort een ingeburgerde exoot. Het aantal chromosomen is 2n=16
De plant wordt 10-40 cm hoog. De omgekeerd-eivormige tot langwerpig-wigvormige, 10-25 mm lange en 8-10 mm brede bladeren zijn drietallig met aan de voet vaak iets getande, 4-6 mm lange, lancetvormige steunblaadjes. De bladeren hebben 7-9 paar zijnerven.
De kleine honingklaver bloeit van juni tot in oktober met gele, 2-3 mm lange bloemen, waarvan de vlag iets langer is dan de zwaarden en de kiel. De bloeiwijze is een 1,5-4 cm lange, dichtbloemige tros met 15-25 bloemen en die later langer wordt.
De bijna bolvormige, kale, eerst witachtige, later olijfgroene peul is 1,5-3 mm groot en sterk netvormig geaderd. De peul bevat 1 donkerbruin, 1,5 mm groot zaadje. 
De kleine honingklaver komt voor op natte tot vochtige, voedselrijke grond aan waterkanten, ruderale plaatsen, ruigten en langs spoorwegen.

Kleine honingklaver
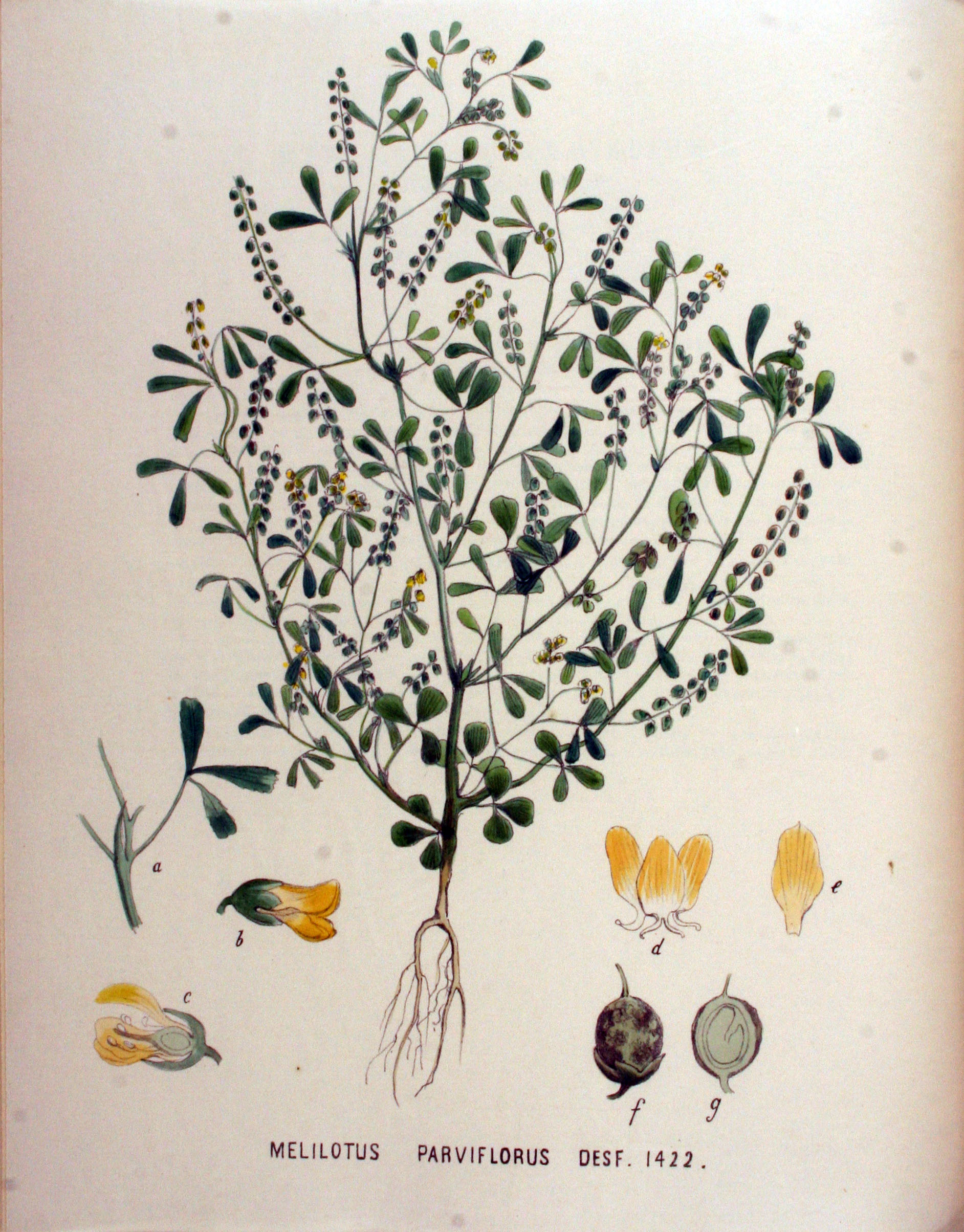
Illustratie in Flora Batava
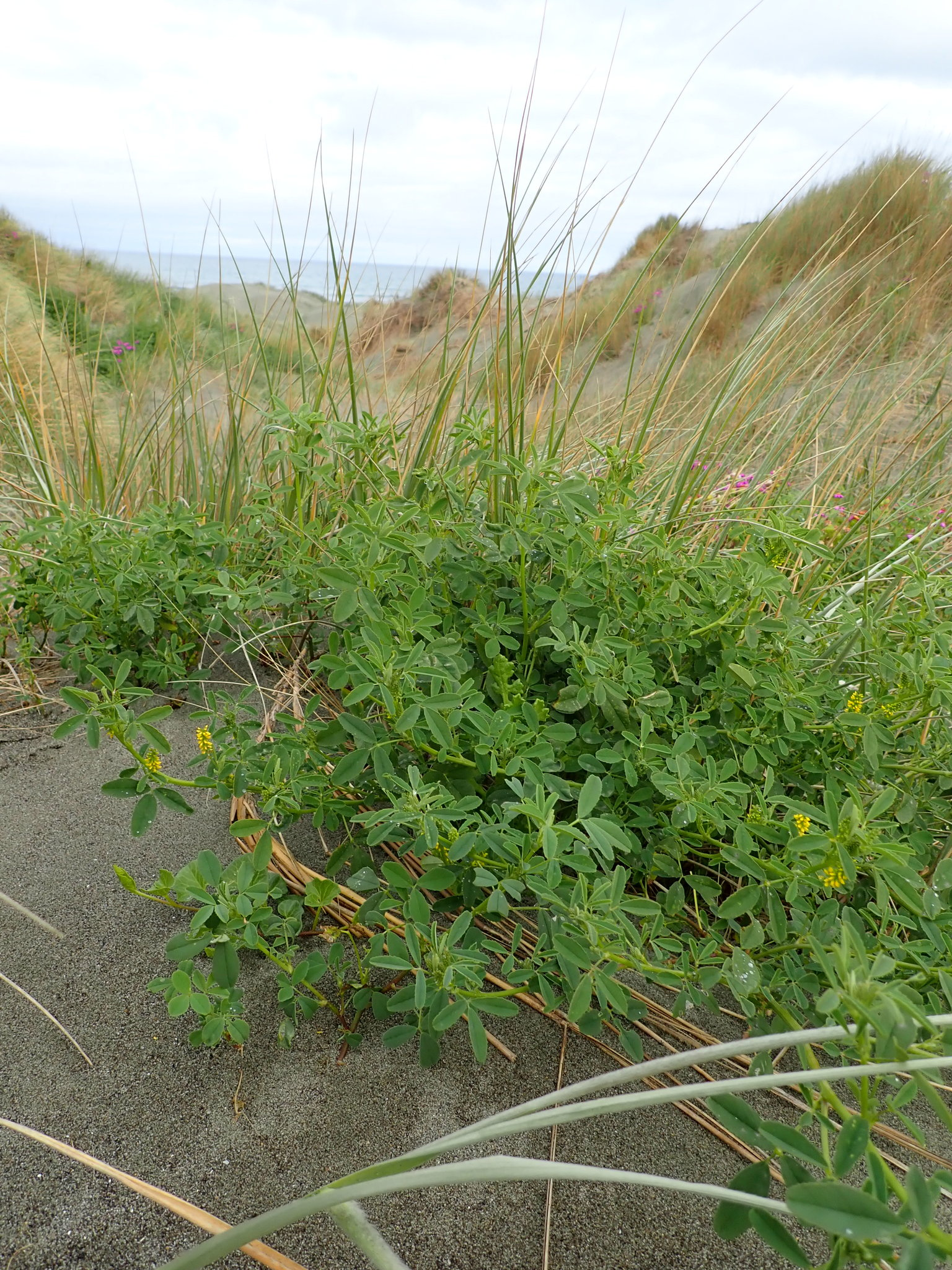
Plant
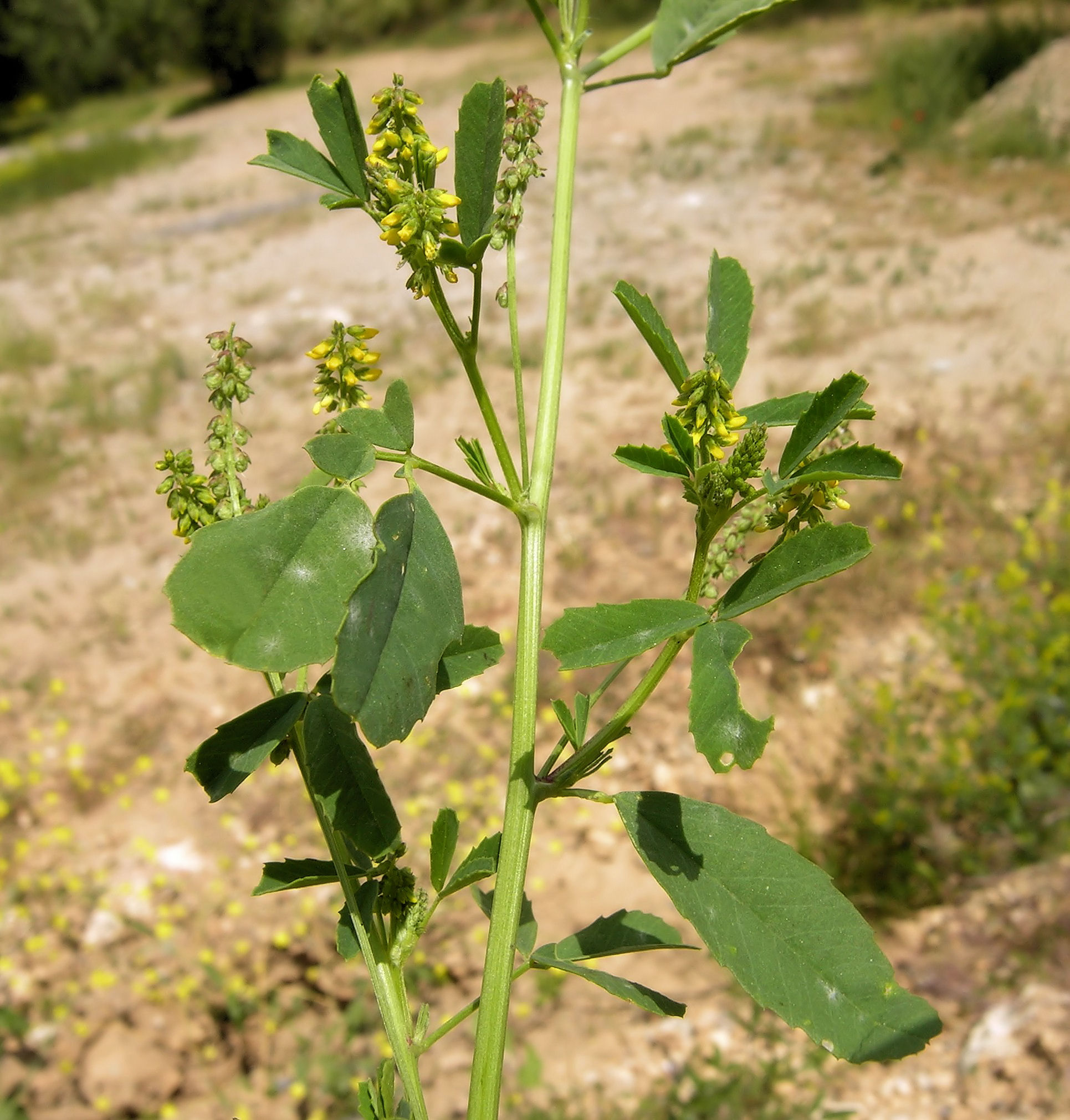
Stengel
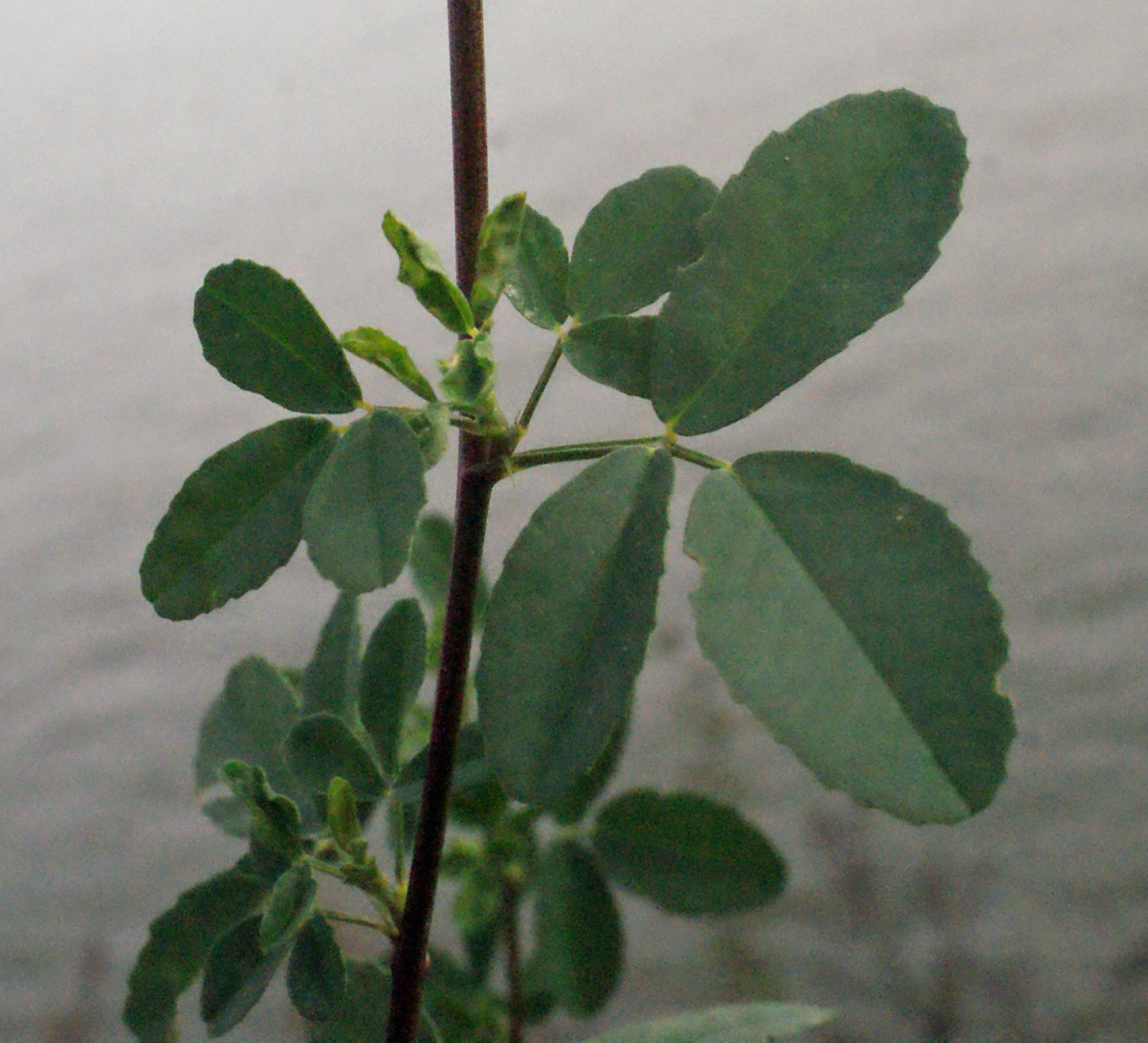
Blad
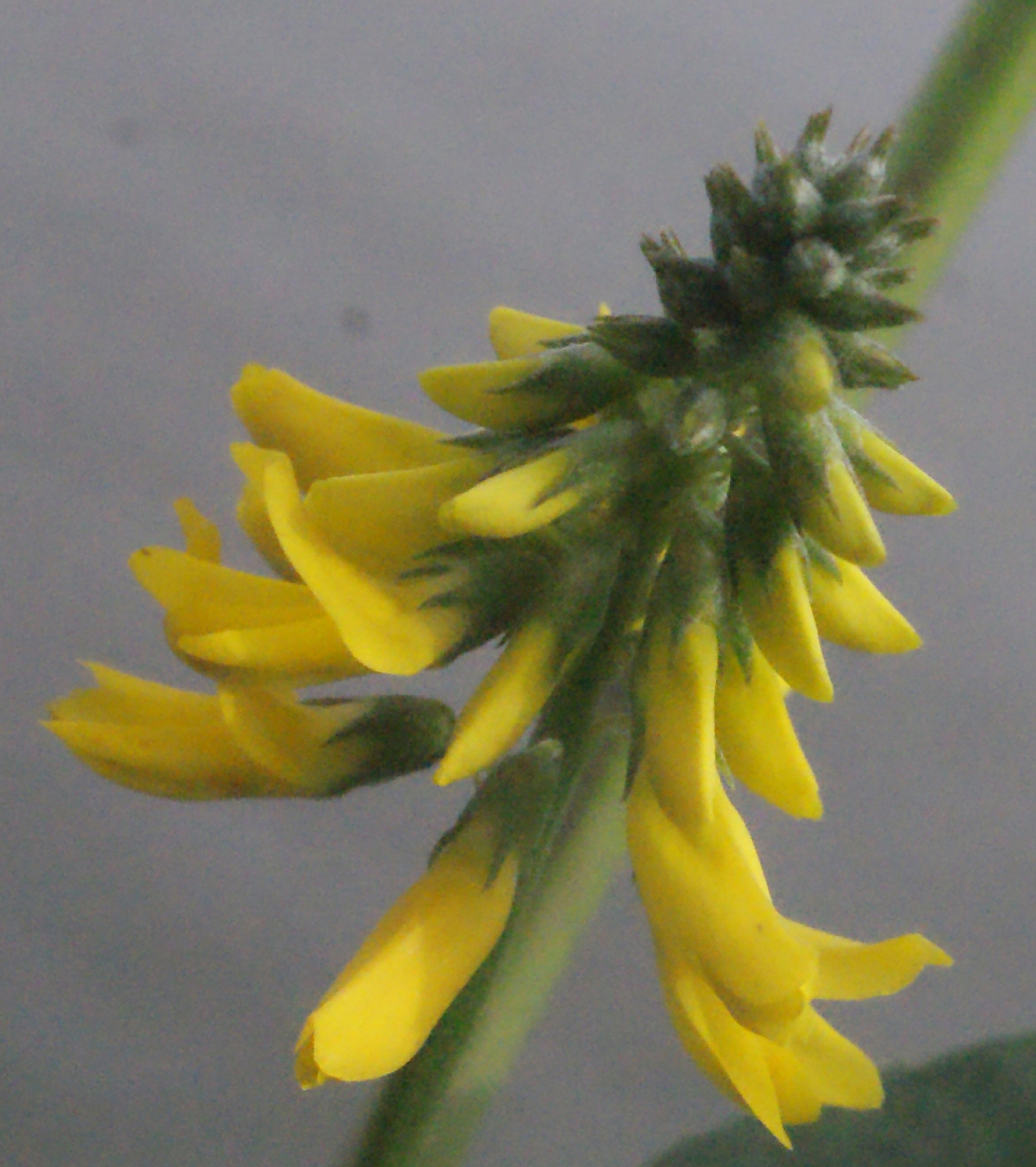
Bloemen
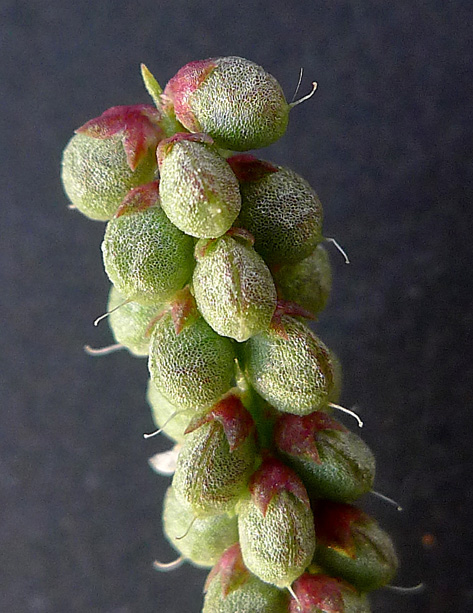
Vruchten